# Этьенн, Шарль
Шарль Этье́нн (фр. Charles Estienne; 1504 год, Париж — 1564 год, там же) — французский врач, книгопечатник и писатель; третий сын Анри Этьенна и младший брат Роберта I. Издал один из первых французских путеводителей — «Путеводитель французских дорог» (Le Guide des chemins de France, 1552).

## Биография
Путешествуя по Италии, вступил в дружеские отношения с венецианским типографом Паоло Мануцием и увлёкся по его примеру древностями.
После бегства старшего брата Роберта в Женеву он принял на себя заведование типографией в Париже и добился отмены конфискации имущества Роберта, которое было возвращено сыновьям последнего. В конце жизни разорился и умер в парижской тюрьме Шатле, заключённый туда в 1561 году, по-видимому, за долги.

## Творчество
Написал:
- «De dissectione partium corporis humain» (1543; французский перевод с латыни — 1546);
- «Le Guide des chemins de France et les voyages de plusieurs endroits de France et encore de la Terre Saincte, d’Espagne, d’Italie etc.» (1552 — один из первых путеводителей);
- «Discours des histoires de Lorraine et de Flandres en faveur des droits de Henri II sur ces provinces» (1552);
- «Dictionnaire historique et poétique de toutes les nations, hommes, lieux, fleuves etc.» (1553 — прототип книг подобного содержания);
- «Praedium rusticum» (1554) — сборник ранее им изданных сочинений о земледелии, садоводстве и виноделии;
- «L’agriculture et maison rustique» (1564) — имевшее огромный и продолжительный успех,

и несколько педагогических сочинений.